# Poemenia pacifica
Poemenia pacifica är en stekelart som beskrevs av Habeck och Henry Keith Townes, Jr. 1960. Poemenia pacifica ingår i släktet Poemenia och familjen brokparasitsteklar. Inga underarter finns listade i Catalogue of Life.